# Дугласс Тауншип (округ Монтгомері, Пенсільванія)
Дугласс Тауншип (англ. Douglass Township) — селище (англ. township) в США, в окрузі Монтгомері штату Пенсільванія. Населення — 10 585 осіб (2020).

## Демографія
Згідно з переписом 2010 року, у селищі мешкало 10 195 осіб у 3612 домогосподарствах у складі 2860 родин. Було 3740 помешкань
Расовий склад населення:
| - 96,0 % — білих - 1,1 % — азіатів - 1,0 % — чорних або афроамериканців - 0,3 % — корінних американців |

До двох чи більше рас належало 1,2 %. Частка іспаномовних становила 1,8 % від усіх жителів.
За віковим діапазоном населення розподілялося таким чином: 26,9 % — особи молодші 18 років, 61,2 % — особи у віці 18—64 років, 11,9 % — особи у віці 65 років та старші. Медіана віку мешканця становила 40,4 року. На 100 осіб жіночої статі у селищі припадало 97,2 чоловіків;  на 100 жінок у віці від 18 років та старших — 94,3 чоловіків також старших 18 років.
Середній дохід на одне домашнє господарство  становив 92 133 долари США (медіана — 77 813), а середній дохід на одну сім'ю — 102 377 доларів (медіана — 90 364). Медіана доходів становила 57 955 доларів для чоловіків та 46 108 доларів для жінок. За межею бідності перебувало 4,1 % осіб, у тому числі 6,5 % дітей у віці до 18 років та 4,2 % осіб у віці 65 років та старших.
Цивільне працевлаштоване населення становило 5628 осіб. Основні галузі зайнятості: освіта, охорона здоров'я та соціальна допомога — 20,4 %, виробництво — 15,9 %, роздрібна торгівля — 13,0 %, науковці, спеціалісти, менеджери — 10,7 %.